# Križevac
Križevac – góra o wysokości 520 m n.p.m., zlokalizowana we wsi Zvirovići około 3 km na południe od Medziugorie.
Na jej szczycie 15 marca 1934 odsłonięto betonowy krzyż wysokości 8,56 m (budowany od roku 1933), upamiętniający 1900 rocznicę Męki Pańskiej (od niego pochodzi nazwa wzniesienia). Na przecięciu ramion krzyża zostały umieszczone relikwie krzyża Jezusa przekazane przez władze watykańskie, a wzdłuż drogi na szczyt ustawiono stacje drogi krzyżowej.